# (100492) 1996 VC34
(100492) 1996 VC34 es un asteroide perteneciente al cinturón de asteroides, descubierto el 7 de noviembre de 1996 por el equipo del Spacewatch desde el Observatorio Nacional de Kitt Peak, Arizona, Estados Unidos.

## Designación y nombre
Designado provisionalmente como 1996 VC34.

## Características orbitales
1996 VC34 está situado a una distancia media del Sol de 2,243 ua, pudiendo alejarse hasta 2,593 ua y acercarse hasta 1,894 ua. Su excentricidad es 0,155 y la inclinación orbital 6,661 grados. Emplea 1227 días en completar una órbita alrededor del Sol.

## Características físicas
La magnitud absoluta de 1996 VC34 es 16,4.